# Sabella compressa
Sabella compressa är en ringmaskart som beskrevs av Montagu 1803. Sabella compressa ingår i släktet Sabella och familjen Sabellidae. Inga underarter finns listade i Catalogue of Life.